# Maison du docteur Álvarez Abarca (Salamanque)
La Maison du docteur Álvarez Abarca (Casa de los Abarca en Espagnol) à Salamanque (Castille-et-León, Espagne), connue aussi sous le nom "Casa de los Doctores de la Reina" (Maison des Docteurs de la Reine), est un palais flanqué de tours de style gothique et de style Renaissance. Elle a été édifiée au XVIe siècle pour Fernán Álvarez Abarca, médecin des Rois catholiques. Depuis 1946, elle est le siège du Musée de Salamanque.

## Bien d'intérêt culturel
- Déclaration : 1921
- Code : RI-51-0000189[1]

## Traduction
- (es) Cet article est partiellement ou en totalité issu de l’article de Wikipédia en espagnol intitulé « Casa de los Abarca (Salamanca) » (voir la liste des auteurs).